# Tourisme en Grèce

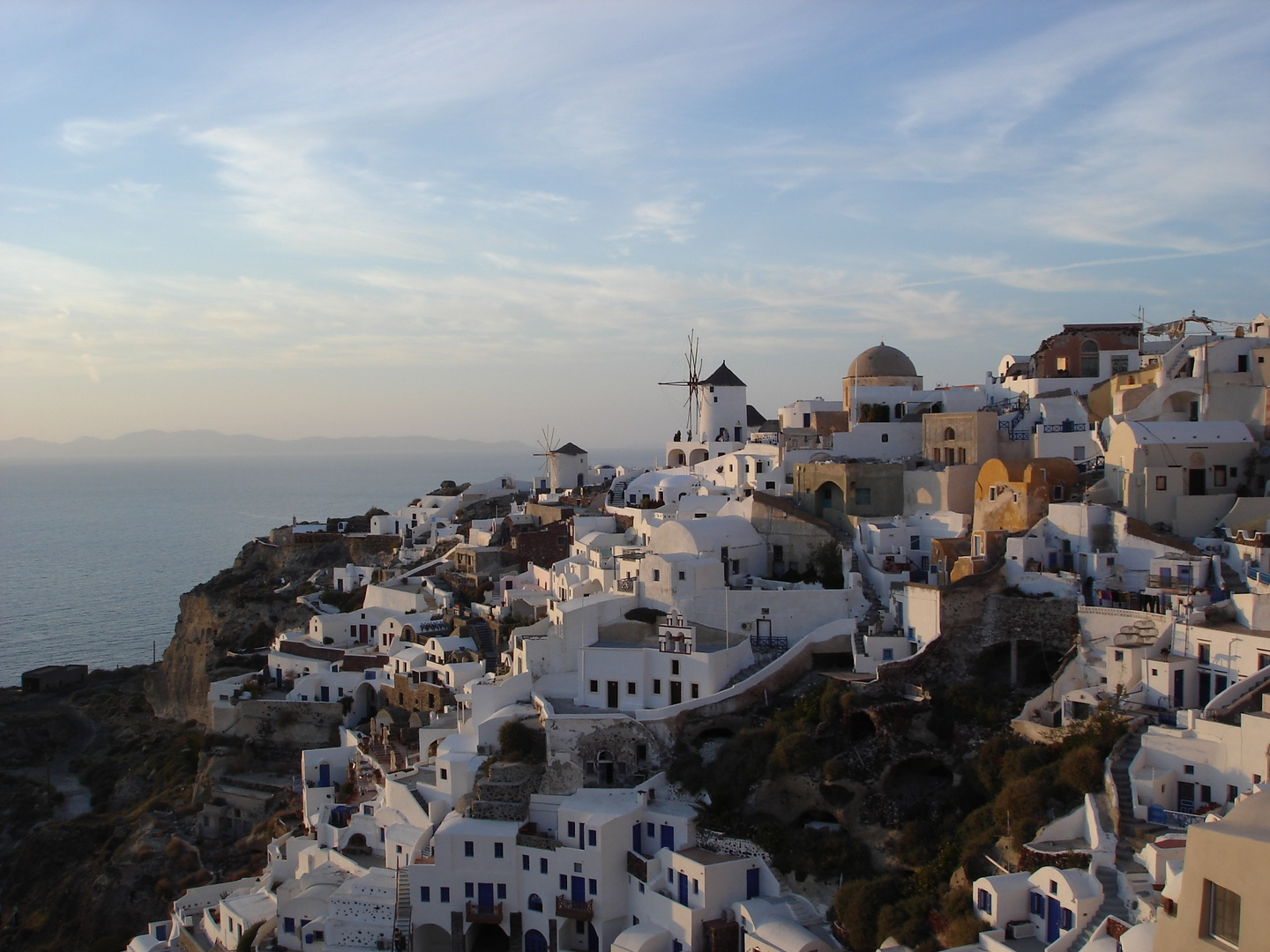
Oia, île de Santorin dans les Cyclades.

Le tourisme en Grèce est un pilier de l'économie nationale. La Grèce fait partie, au même titre que la France, l'Italie et l'Espagne, des destinations les plus touristiques en Europe depuis les années 1960 et 1970. La richesse de sa culture et l'héritage historique du pays ainsi que sa géographie et son climat méditerranéen expliquent que la Grèce compte quelque 19 sites recensés au patrimoine mondial par l'UNESCO.
En 2024, la Grèce a accueilli 40 millions de visiteurs (33 millions en 2023 et 33 millions de visiteurs en 2018 avant la pandémie), faisant du pays l'un des plus visités d'Europe et du monde,. Les lieux les plus visités sont la ville d'Athènes, les îles cycladiques (Santorin, Mykonos) ainsi que Hydra, le Dodécanèse (Rhodes), la Crète (Héraklion, La Canée) et Corfou.

Le tourisme en Grèce prend des formes multiples, eu égard à sa diversité culturelle et géographique : tourisme culturel (visite des sites antiques comme le Parthénon ou le sanctuaire d'Apollon à Delphes), tourisme balnéaire (notamment dans les Cyclades, les îles Ioniennes et le Dodécanèse), tourisme montagnard (mont Parnasse, mont Pélion), tourisme rural (à travers la Grèce continentale : Édesse, Kalambáka et la Thessalie), et depuis quelques années maintenant le tourisme religieux (mont Athos, Météores). En outre, la Grèce est historiquement une destination prisée des touristes homosexuels et LGBT, avec Mykonos, Lesbos et Skiathos. De manière générale, la politique grecque en matière de tourisme est très ouverte et favorable aux communautés LGBT.

## Attrait géographique
La Grèce est un pays d'Europe du Sud, au climat méditerranéen : doux en hiver, et chaud en été. Le pays est divisé entre une partie continentale (Péloponnèse, Macédoine, Épire) et une partie insulaire (Dodécanèse, Crète, Égée). La Grèce continentale est essentiellement montagneuse (mont Cyllène, mont Olympe, Pinde). Le climat contribue à rendre le pays très attrayant et façonne durablement le « mode de vie grec » : siestes, vie nocturne animée, repas frais à base de légumes et fruits très variés (comme le tzatzíki), comparable à celui des espagnols, des italiens ou du Levant,.

## Attrait culturel

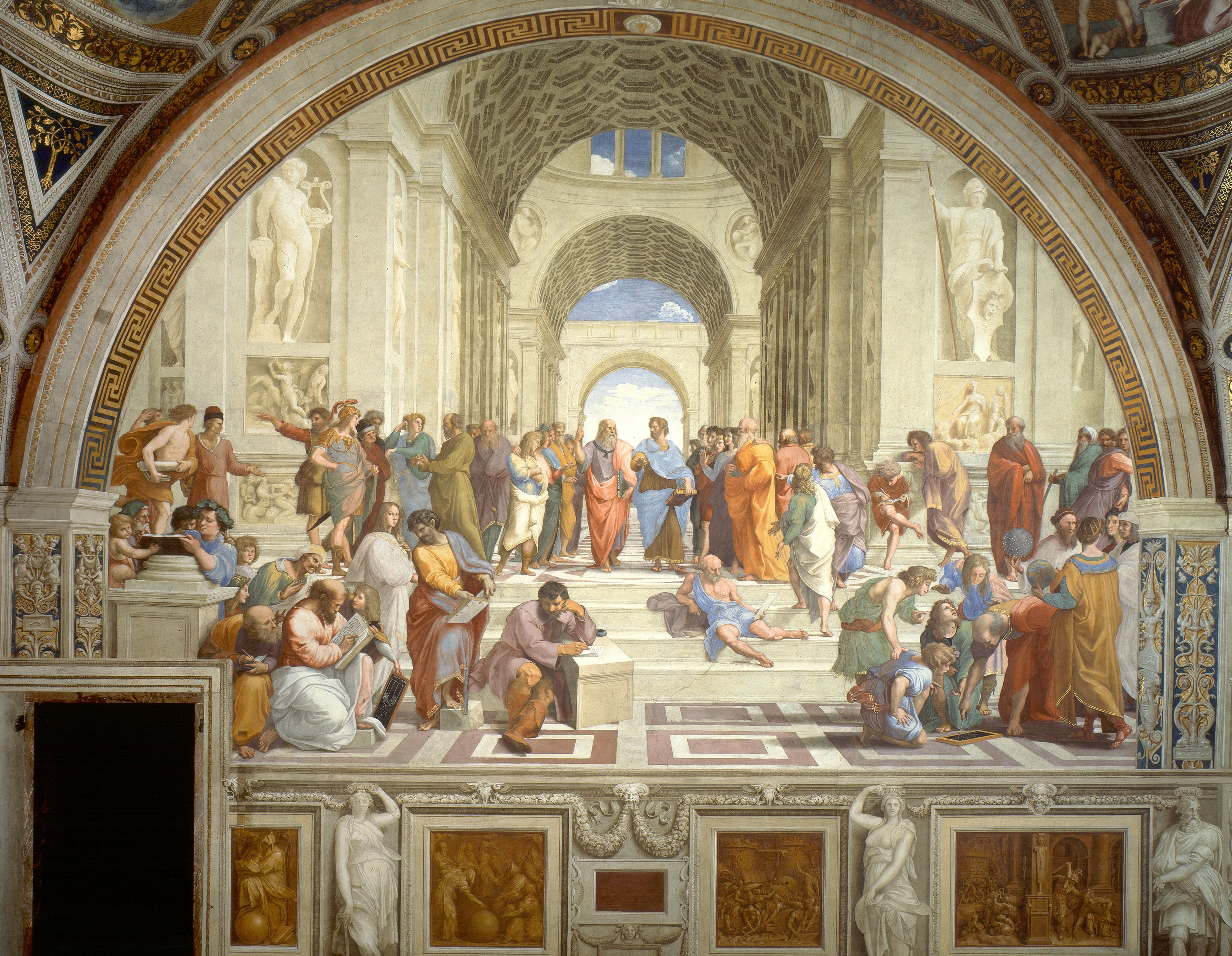
LÉcole d'Athènes par Raphaël représente les plus éminents philosophes de l'Hellade antique.

La Grèce attire par son passé antique mais elle dispose aussi d'un passé byzantin, ottoman et moderne. C'est l'héritage grec qui permet de construire une nouvelle Grèce au XIXe siècle grâce à l'action de Lord Byron, Chateaubriand, Jean-Gabriel Eynard et Catherine II. La redécouverte en Occident de ce glorieux legs fascine et suscite l'admiration : c'est le philhellénisme, l'« amour de ce qui est grec ». La Grèce est aussi bien Socrate, Sappho et Hypatie que Níkos Kazantzákis, Mélina Mercouri que Costa-Gavras.

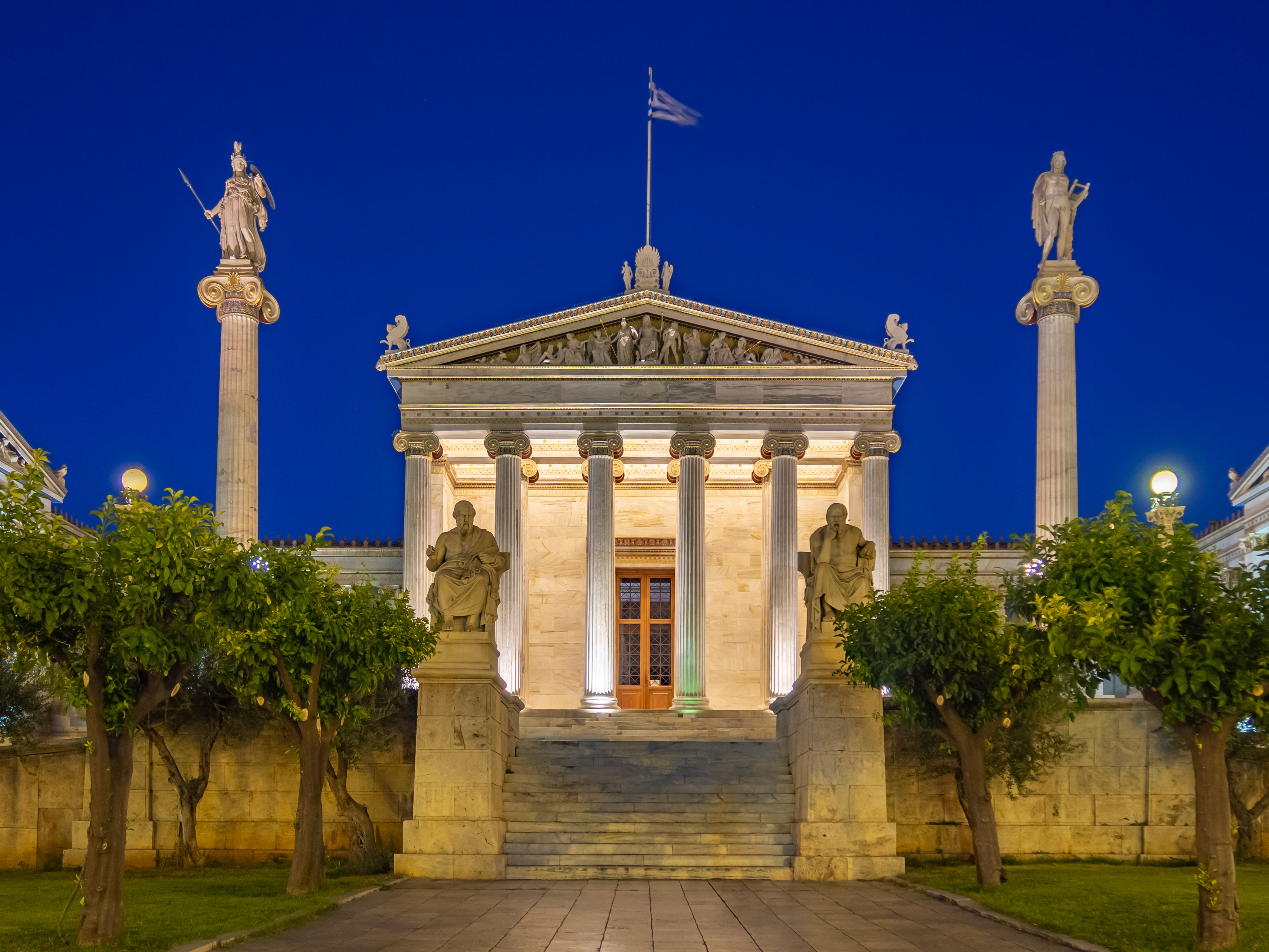
Photo de l'Académie d'Athènes, vue de nuit.

## Visiteurs

### Nombre de visiteurs
En 2009, la Grèce accueille 19,3 millions de touristes, un chiffre en augmentation par rapport aux 17,7 millions de touristes que le pays accueillait un an avant, en 2008. La plupart des touristes sont des ressortissants européens (12,7 millions), suivi des touristes venus des Amériques (0,56 million), d'Asie (0,52 million), d'Océanie (0,1 million) et d'Afrique (0,06 million). Pour l'année 2007, ce sont les Britanniques qui ont visité le plus le pays (2,61 millions au total, une augmentation de 15 % sur les années précédentes). Également, les Allemands figurent en deuxième position avec 2,3 millions de touristes,.
Cette croissance constante, bien que bénéfique économiquement, génère une forte concentration touristique sur certaines îles, en particulier à Santorin et Mykonos.
En 2009, la région la plus visitée du pays est la Macédoine-Centrale avec la Chalcidique, le mont Olympe, le site antique de Pella (ville natale d'Alexandre le Grand) et Thessalonique. La Macédoine grecque a accueilli en 2009 3,6 millions de touristes. Les régions les plus visitées sont ensuite l'Attique (avec quelque 2,6 millions de visiteurs grâce à Athènes, les sites de Marathon et d'Éleusis célèbres pour ses mystères) et le Péloponnèse (1,8 million, avec entre autres les sites de Delphes et Sparte, et le mont Cyllène).[réf. souhaitée]

### Visiteurs par nationalité
La Macédoine du Nord, pays voisin, a le plus haut chiffre de touristes visitant la Grèce en 2015,. Ce classement s'explique par les liens géographiques proches (les Bulgares et les Macédoniens sont frontaliers) et des liens culturels étroits (Royaume-Uni, France).[pas clair]
| Rang | Pays                  | Non-résidents |
| ---- | --------------------- | ------------- |
| 1    | Macédoine du Nord     | 3 023 059     |
| 2    | Allemagne             | 2 810 350     |
| 3    | Royaume-Uni           | 2 397 169     |
| 4    | Bulgarie              | 1 900 642     |
| 5    | France                | 1 522 100     |
| 6    | Italie                | 1 355 327     |
| 7    | Turquie               | 1 153 046     |
| 8    | Pologne               | 754 402       |
| 9    | États-Unis d'Amérique | 750 250       |
| 10   | Serbie                | 727 831       |

## Politique culturelle
Le gouvernement hellénique soutient activement le tourisme qui représente le quart de son produit national brut.
La Chine est devenue ces dernières années un partenaire très important avec qui Athènes à de très bons rapports. En 2010, le ministre du Tourisme Aris Spiliotopoulos annonce l'ouverture d'un office national du tourisme à Shanghai pour la fin de l'année. Il existe d'ores et déjà un site à Pékin.

## Poids Économique
Le tourisme représente 17, 7 milliards de dollars USD en 2000 et n'a cessé d'augmenter de manière considérable : en 2004, il représentait 29, 6 milliards de dollars USD. Pour la même année, le secteur du tourisme regroupe à lui seul 16, 5 % des emplois dans tout le pays.

## Différents types de tourisme
Compte tenu du cosmopolitisme culturel et de la diversité géographique, on trouve toute sorte de tourisme en Grèce. Le pays s'est doté d'infrastructures pour accueillir les visiteurs à partir des années 1950 et 1960, prémices du tourisme de masse contemporain.

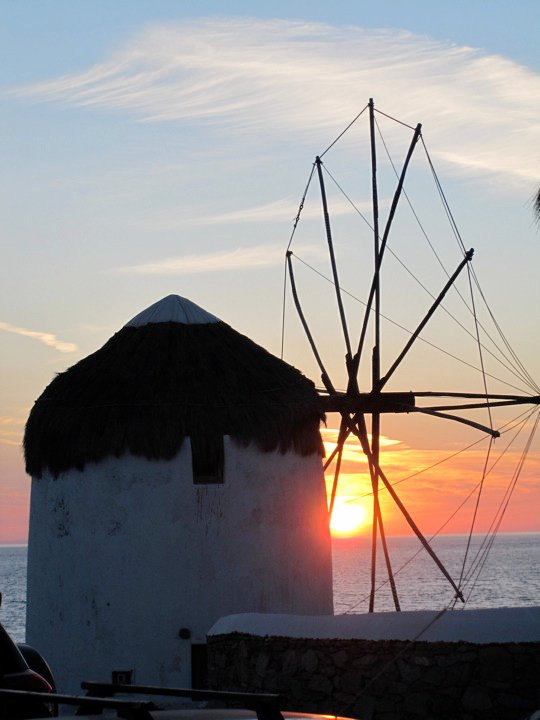
Les moulins traditionnels des Cyclades, île de Mykonos.

### Tourisme balnéaire
Le tourisme balnéaire est la forme de tourisme la plus répandue : le pays bénéficie d'un climat clément et de paysages attractifs. Les régions les plus prisées sont la Crète (Héraklion, La Canée, Ierápetra), le Dodécannèse (Rhodes mais aussi Kos), la Macédoine (Chalcidique) et les îles Ionniennes (Corfou, Céphalonie, Zante). L'ensemble du pays compte 51 marinas dont les plus importantes sont celles d'Álimos et Flisvos, au sud-est d'Athènes.
Il existe 752 sources thermales en Grèce. La plupart d'entre elles sont exploitées depuis l'Antiquité. Les principales sources thermales sont à Edipsós (connue depuis l'époque d'Aristote), Loutraki (mentionnée par Xénophon) et Traïanoúpoli (fondé par l'empereur Trajan au IIe siècle). Les thermes de Langadas datent de la période byzantine.[source insuffisante] Avec l'essor du tourisme bourgeois durant la Belle Époque, des infrastructures plus modernes sont construites autour de ces centres thermaux très prisés de la bourgeoisie européenne et levantine. Le tourisme moderne leur a donné un nouveau dynamisme.
La Grèce a connu quelques cas extrêmes de « bétonisation littorale », dénoncés par les adeptes d'une gestion plus durable du tourisme dans les territoires insulaires de la Méditerranée, l'exemple le plus souvent cité étant le dème de Chersónissos en Crète. Les dèmes d'Héraklion et d'Ágios Nikólaos, également situés dans l'île la plus vaste de Grèce, affichent aussi un profil touristique très affirmé très tôt grâce à une clientèle internationale.
Dans cette île, les grands voyagistes d'Europe du Nord sont parfois dénoncés pour leur « mainmise » sur le secteur du tourisme car ils contrôlent aussi bien l'arrivée des flux touristiques, concentrés sur des créneaux bien précis, via les vols charters, que la plus grande part de l'hébergement et des services, via la vente des services en formules tout compris dans les hôtels-club. Le résultat est une répartition jugée globalement assez inégale des bénéfices générés par le tourisme, la société locale crétoise et ses entrepreneurs locaux n'en captant qu'une petite part.
Une consultation de l'OCDE sur les produits crétois servis dans le secteur du tourisme en Crète a montré aussi que la politique d’approvisionnement des hôtels et restaurants ne favorisait pas forcément les producteurs locaux. Une enquête réalisée auprès d'une centaine d'eux qui ne servent aucun plat surgelé ou précuisiné a révélé que la moitié des produits utilisés ne portent pas de marque et que 50 % des professionnels de l'échantillon sont prêts à payer 20 % de plus pour de l’huile d’olive crétoise. Mais ce pourcentage chute à 40 % pour les légumes, jus de fruits frais et même le vin. Si l'île compte environ 600 producteurs de fruits et légumes biologiques, répondant à l'aspiration à une gestion durable du tourisme qui monte chez les visiteurs, la moitié sont réunis dans la préfecture d'Héraklion et surtout pour l'essentiel concentrés sur le produit vedette à forte notoriété qu'est l’huile d'olive biologique.
Les littoraux septentrionaux de la Crête sont globalement très touristiques, notamment dans les districts régionaux de Réthymnon et de La Canée, avec les sites touristiques célèbres de Kíssamos, Plataniás, La Canée, Apokóronas, Réthymnon, Mylopótamos et Malevízi. Ils ont vécu un développement touristique particulièrement accéléré au cours des années 1990 : entre la fin des années 1980 et le début des années 2000, le nombre de lits pour 1000, unité de mesure de l'activité la plus répandue dans le secteur touristique y a été multiplié par trois, avec pour corollaire une pression foncière sur les zones littorales jugée très importante.

### Tourisme culturel
Le pays est riche en culture antique (temples et sanctuaires), vestiges byzantins, monuments néoclassiques et modernes. Une partie importante des sites les plus spectaculaires de la culture antique grecque, notamment les grands temples, est cependant située en Sicile et en Turquie.

#### Sites antiques

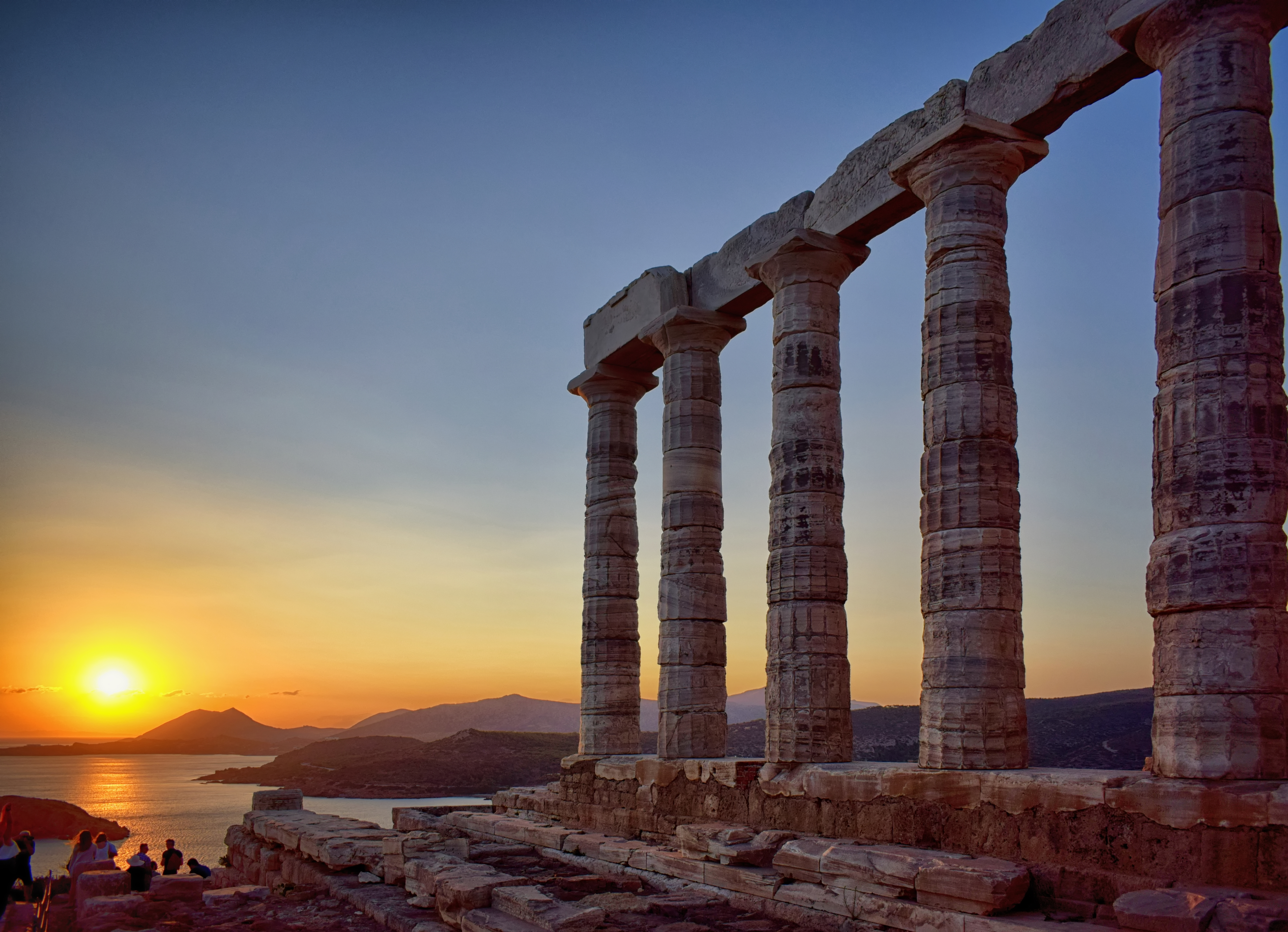
Coucher de soleil au loin sur le temple de Poséidon au cap Sounion, Attique.

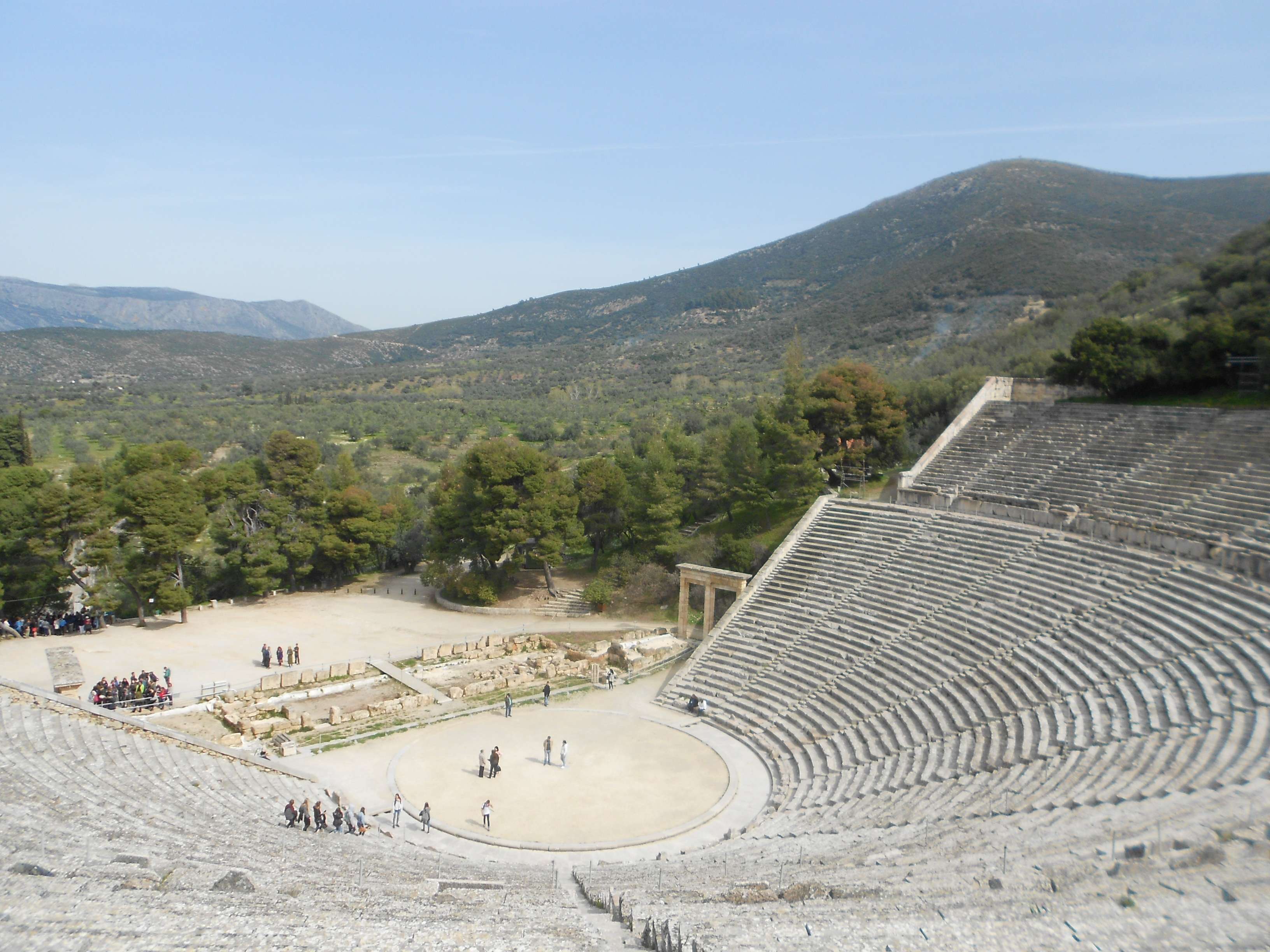
Théâtre d'Épidaure.

À Athènes, les sites les plus remarquables sont l'Acropole avec le Parthénon, l'Aréopage et l'odéon d'Hérode Atticus, le temple olympien de Zeus, la tour des Vents, l'Agora romaine, la bibliothèque d'Hadrien, l'Académie de Platon et l'Ancienne Agora, entre autres. Dans la région de l'Attique, le temple de Poséidon au cap Sounion est le site le plus célèbre.
Dans le Péloponnèse le site de Sparte, avec la tombe de Léonidas ; des villes comme Corinthe, Mycènes et le sanctuaire d'Asclépios et théâtre d'Épidaure sont incontournables. La ville de Lycosoura en Arcadie, avec un sanctuaire dédié à Déméter et Despoina, est présentée par Pausanias comme la « ville la plus ancienne du monde ». La région de Messénie, au sud-ouest de la péninsule, propose les ruines du palais de Nestor témoignage de la civilisation mycénienne. Enfin, Olympie, berceau des jeux olympiques, regorge de monuments : temple de Zeus, temple d'Héra, palestre et Léonidaion.
Ailleurs, on trouve Thèbes, en Béotie. Delphes en Phocide est connue pour son temple dédié à Apollon où la Pythie transmettait ses messages énigmatiques. Les Thermopyles ont été rendus célèbres pour la célèbre bataille entre coalition hellène (7 000 hoplites, dont 300 Spartiates) et soldats perses bien plus nombreux dirigés par Xerxès. 
Les îles grecques ont de nombreux sites historiques qui leur sont propres. Délos est une île inhabitée de l'archipel des Cyclades, célèbre pour son site archéologique où se trouvent notamment le temple d'Artémis, l'agora des Compétaliastes, la terrasse des Lions et la maison des Dauphins. À Santorin, se trouve l'emplacement de l'ancienne cité de Théra, une ville antique sur une crête de montagne haute de 360 mètres.

#### Monuments byzantins et ottomans

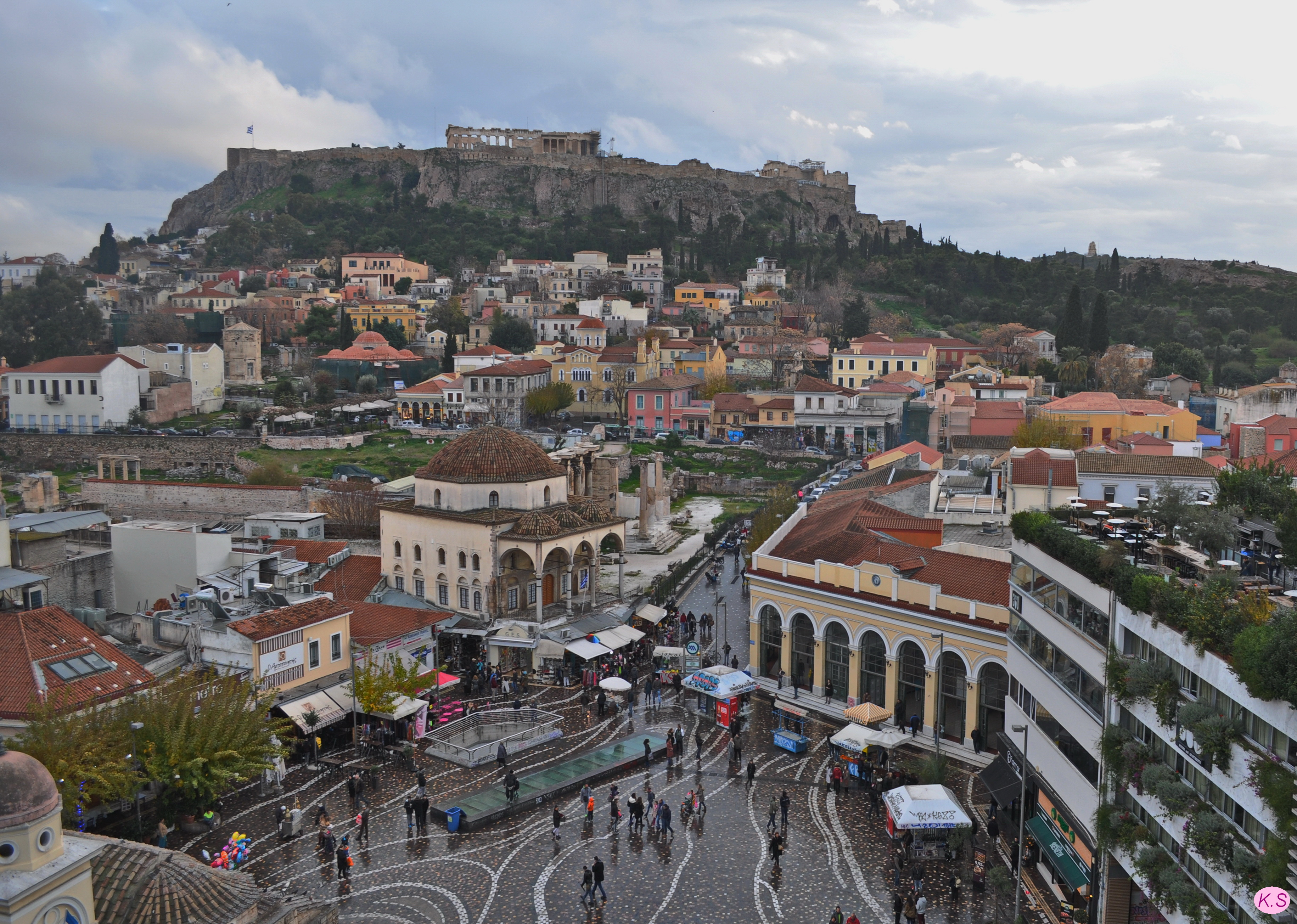
Le quartier athénien de Monastiráki est un des rares témoins du passé ottoman.

La période médiévale n'en est pas moins riche. La Tour blanche de Thessalonique est une ancienne fortification byzantine, reconstruite par les Ottomans et devenue l'un des symboles de la ville. La ville a été un centre commercial de première importance durant l'époque romaine qui a laissé par exemple l'arc de Galère construit en l'honneur de l'empereur éponyme. Beaucoup d'églises de Thessalonique datent de l'époque byzantine, comme l'église de la Panagia Chalkeon et la basilique Hagios Demetrios. Le site de Philippes, fondé par le Macédonien Philippe II, fut occupé par les Byzantins et déserté à partir de la conquête ottomane.

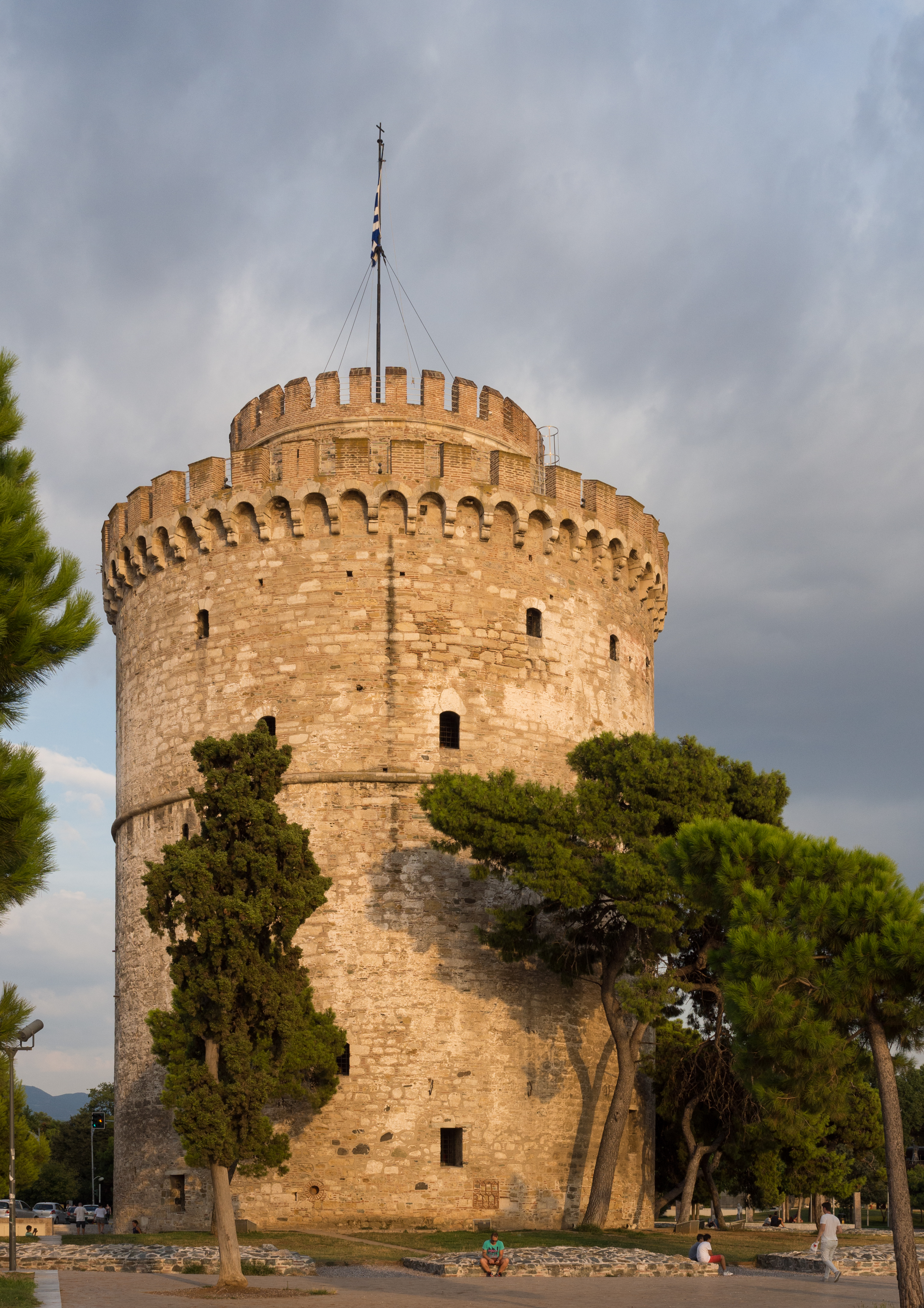
Tour Blanche de Thessalonique, vestige byzantin.

L'urbanisme grec contemporain garde encore des traces de ce passé ottoman que l'historiographie grecque, pour des raisons politiques, occulte : le quartier de Monastiráki a échappé aux politiques d'hellénisation menées par le gouvernement grec d'Othon puis de Georges Ier. C'est d'ailleurs à cette époque que l'idée de reconstruire le Parthénon naquit mais ne fut jamais véritablement concrétisée, faute de budget et de véritable volonté. Le passé ottoman est peu exhibé au détriment des ruines antiques : néanmoins, Athènes a su conserver des traces de ces quatre siècles d'histoire commune entre Grecs et Turcs : le Bain des Vents et la Médressé se trouvent par exemple dans le quartier de Pláka. Les forteresses de Ioánnina ont été construites par Ali Pacha à la fin du XVIIIe siècle pour protéger la ville,.

#### Monuments néoclassiques
La Grèce ottonienne, c'est-à-dire la période allant de l'indépendance du pays aux années 1860 avec la déposition d'Othon et de la reine Amélie, a entrepris d'effacer méticuleusement toutes les traces des quatre siècles précédents. Les bâtiments construits par le nouveau royaume reprennent strictement les règles de l'architecture néoclassique : l'université nationale et capodistrienne d'Athènes, l'université polytechnique nationale d'Athènes, le Zappéion et l'Observatoire en sont de très bonnes illustrations. Le jardin national d'Athènes et le jardin des héros de Missolonghi sont deux exemples de l'aménagement néoclassique de la faune et la flore. 
Étant donné leur situation géographique occidentale par rapport au reste de la péninsule, les îles Ioniennes ont été sous influence vénitienne, brièvement française pendant la Révolution et la période napoléonienne puis enfin britannique. Elles ne sont rattachées au royaume de Grèce que le 21 mai 1864. Le Vieux Fort de Corfou, qui surplombe la vieille ville, a été construit par les Byzantins. Les Vénitiens ont ensuite en grande partie remplacés par des fortifications de leur propre conception. L'église Saint-Spyridon est typique des influences italiennes de l'île. Les résidences néoclassiques de Mon Repos, et l'Achilleon, respectivement résidence estivale de la famille royale hellène et demeure de l'impératrice Sissi. Enfin, le palais de Saint-Michel-et-Saint-Georges fut construit par les Britanniques comme siège du protectorat,.

#### Architecture contemporaine
Dans les années 1920, les architectes cherchent l'inspiration dans l'art byzantin et populaire : le quartier d'Exárcheia témoigne de cette période. Dans l'entre-deux-guerres, la mode architecturale n'échappe pas aux influences du néo-baroque et art déco alors très en vogue. Avec l'achèvement de la reconstruction d'après-guerre, les urbanistes et les architectes sont libres de se concentrer davantage sur la forme que sur la fonction : le style Bauhaus fait son apparition en Grèce avec la reconstruction du Conservatoire municipal d'Athènes. Achevées en 2016, le nouvel opéra et la nouvelle bibliothèque nationale, œuvres de l'architecte italien Renzo Piano, ont contribué à faire entrer de plain pied le pays dans l'architecture moderne : un bâtiment de verre et de béton où se reflètent le soleil et la lumière, un canal qui constitue une extension figurative de la mer adjacente agrémenté d'un grand jardin méditerranéen.

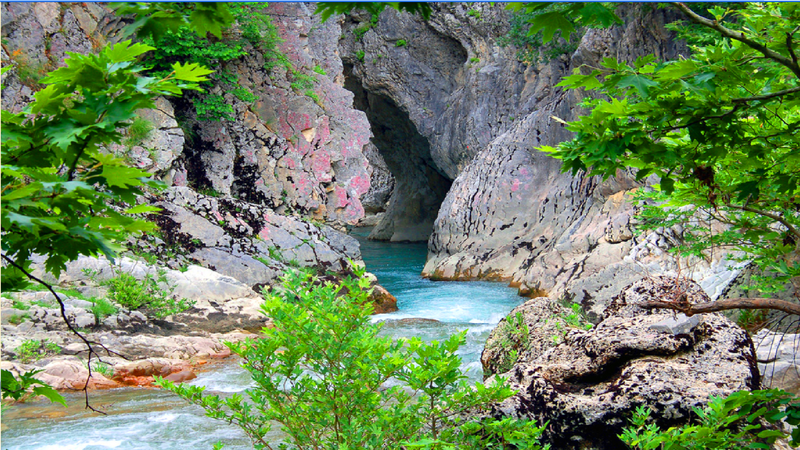
Les gorges de l'Achéron sont très prisées pour le rafting.

### Tourisme naturel

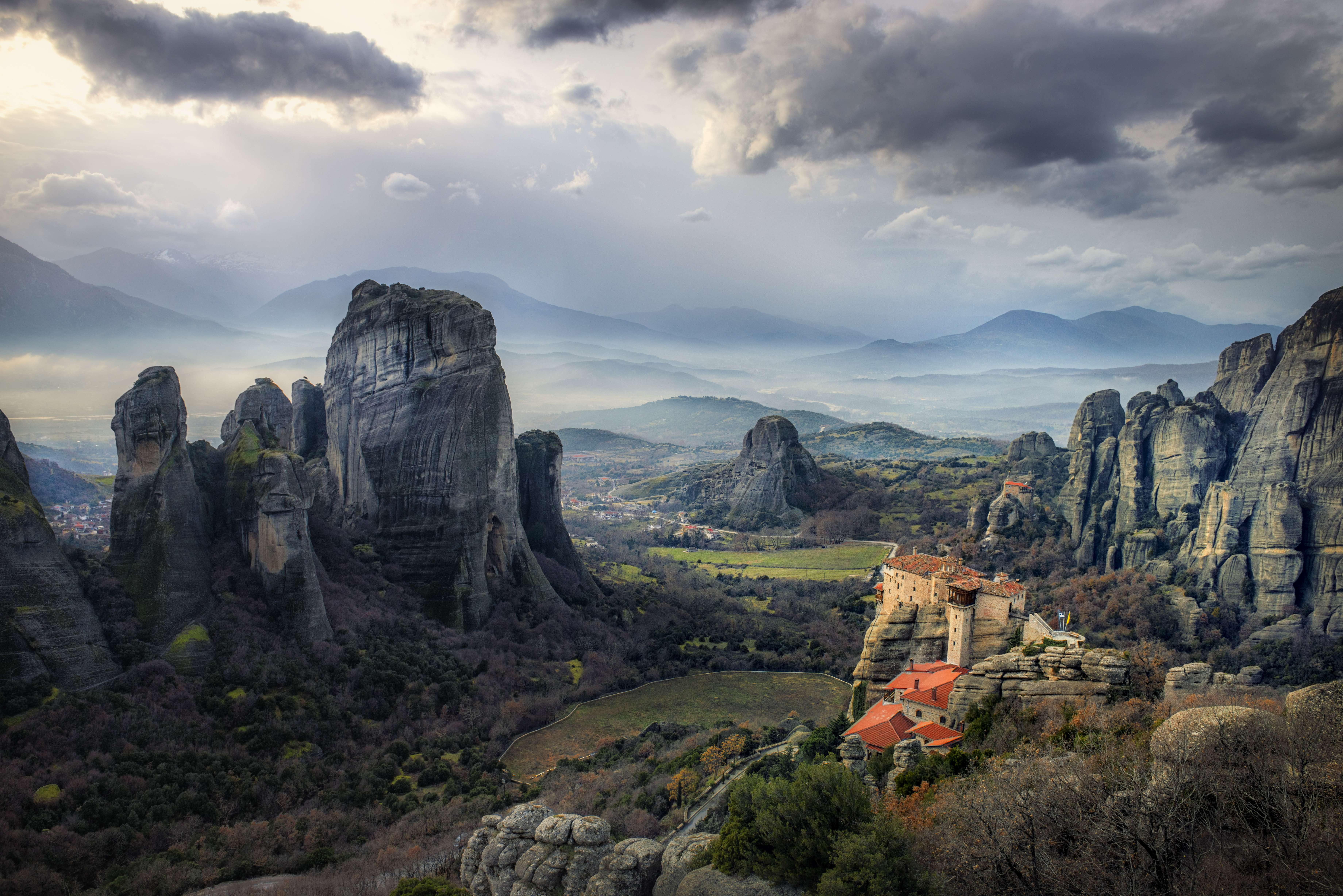
Paysage des Météores en Thessalie.

La Grèce compte des paysages favorables à la randonnée, l'escalade et les promenades, en plus de tous les sports aquatiques.
Le fleuve Achéron et la rivière Voïdomátis, en Épire, sont très appréciés pour s'adonner aux sports nautiques tels que le rafting. La voile est très pratiquée dans les Cyclades. L'Attique et la baie de Salamine compte parmi les meilleures endroits où pratiquer la plongée sous-marine : de la préhistoire au début de l'ère byzantine, de nombreux sites antiques submergés ont été récemment découverts. La Grèce centrale et la Thessalie sont particulièrement renommées pour leurs paysages montagneux accessibles en randonnée (Météores). La Grèce, connue essentiellement pour être une destination estivale où il fait chaud, compte toutefois plusieurs stations de ski. Durant la période hivernale, les sports d'hiver peuvent notamment être pratiqués sur le mont Parnasse ou le mont Pélion.